# のたね
のたね は、浜名湖花博及び浜名湖ガーデンパークのマスコットキャラクター。

## 誕生のいきさつ
2004年4月より、浜名湖花博が静岡県浜松市西区（現・中央区）村櫛町の浜名湖ガーデンパークで開催されるにあたって誕生したキャラクター。芽が出ている状態の植物の種をモチーフにしている。
名前の由来は「○○の種」による。
当初は浜名湖花博のキャラクターだったが、閉会後、その散逸を惜しむ関係者によって、引き続き浜名湖ガーデンパークのマスコットキャラクターとされた。
2014年に、浜名湖花博10周年事業・「第31回全国都市緑化しずおかフェア」として開催の「浜名湖花博2014」の公式キャラクターとして10年ぶりに復活した。

## のたねの家族や仲間たち
- パパフラ - "のたね"の父親。紫色の花のキャラクター。
- ママフラ - "のたね"の母親。オレンジ色の花のキャラクター。
- キュウタン - "のたね"のガールフレンド。球根のキャラクター。手がない。
- ハッチー - 頭に球根を載せている植木鉢のキャラクター。
- ジョウロン - ブリキ製のじょうろのキャラクター。手がない。

キャラクターデザインは重石祐将、命名は秋元康。著作権表示は(C)のたねとなっている。